# پشته وب معنایی
با توجه به گسترش روز افزون اطلاعات در وب و نیازهای جدید به وجود آمده محققان به این نتیجه رسیده‌اند که با استفاده از تکنیک‌های کنونی مورد استفاده در وب، نیازهای انسان‌ها به‌طور کامل پاسخ داده نمی‌شود و در حقیقت وب راه زیادی را تا رسیدن به پتانسیل کامل خود داراست. ساده و قابل‌فهم بودن وب کنونی این امکان را فراهم کرده تا سازمان‌ها و گروه‌های مختلف بتوانند اطلاعات خود را در آن قرار دهند و این امر باعث توسعه شگفت انگیز وب گشته‌است. این در حالیست که هدف اول توسعه دهندگان وب نیز این بود که وب را فراگیر کنند. اکنون ذخیره‌سازی و انتشار اطلاعات با سهولت انجام می‌شود؛ اما این نوع ذخیره‌سازی مشکلات زیادی را برای بازیابی و استفاده‌های بعدی از اطلاعات به وجود آورده‌است. این مشکلات در مواردی مانند جست و جو، بازیابی، امنیت، ترکیب و مبادله اطلاعات در وب وجود دارد. راه حل این موضوع تغییر تفکر نسبت به داده‌ها و پیشرفت آن‌ها در جهت هوشمندی و همچنین بیان آن‌ها در ساختار معماری وب معنایی قبل از انتشارشان است. هدف وب معنایی این است که وب را بیش از آن که به شبکه‌ای از مدارک تبدیل کند به شبکه‌ای از داده‌ها تبدیل نماید. منابع وبی نباید شامل رشته‌های یکپارچه متنی باشند بلکه آن‌ها باید قادر باشند که معنای موجود در متن خود را نیز آشکار سازند. البته منظور از معنا عبارت است از معنایی که توسط ماشین قابل پردازش باشد. برای نیل به هدف فوق وب معنایی باید بین تصورات و واقعیت‌های موجود در منابع وبی تعامل برقرار نماید. در واقع همانطور که ما در دنیای حقیقی نیاز به زبان مشترک برای انتقال مفاهیم و معانی داریم در دنیای مجازی نیز نیاز به آن احساس می‌شود. وب معنایی به عنوان یک راه حل برای این مشکلات به وجود آمده‌است. هدف از آن به اشتراک گذاشتن اطلاعات در وب به صورتی هوشمندتر است؛ به صورتی که نه تنها قابل فهم برای انسان باشند، بلکه ماشین‌ها نیز توانایی فهم آن را داشته باشند. متأسفانه وب معنایی به آن سرعت که انتظارش می‌رفت به منصه ظهور نرسید. فعالیت‌های استانداردسازی قابل توجهی در کنسرسیوم وب جهان‌گستر در حال ظهور است اما استفاده واقعی از تکنیک وب معنایی اندک است. بخشی از این مسئله به پیچیدگی مدل زیربنایی و این حقیقت که هنوز ما فاقد برنامه‌های کاربردی ای هستیم که به اندازه کافی این نوع پیچیدگی را پنهان نمایند بر می‌گردد.

## سطوح هوشمندی داده
قدم اول در ایجاد وب معنایی تغییر تفکر نسبت به داده هاست. داده‌ها در وب معنایی می‌بایست هوشمند تر باشند تا توسط ماشین‌ها قابل درک باشند. به این معنی که می‌بایست مفاهیم بیشتری همراه با داده‌ها ذخیره کرد که ماشین‌ها توانایی درک آن‌ها را داشته باشند. در شکل مقابل سطوح مختلف داده هوشمند نشان داده شده‌است. این روند به داده‌هایی که مفاهیم کافی برای درک توسط ماشین‌ها در خود دارند ختم می‌شود.

- متن و پایگاه داده
- اسناد XML جهت دامنه‌ای خاص

سطوح هوشمندی داده

- طبقه‌بندی و اسناد با واژگان آمیخته
- آنتولوژی و قواعد

## معماری وب معنایی
به منظور ایجاد یک محیط معنایی برای وب و همچنین رسیدن به اهداف در نظر گرفته شده و رفع مشکلات مانند جست و جو، بازیابی، ترکیب و مبادله اطلاعات در محیط کنونی وب، «معماری هفت لایه وب معنایی» توسط W3C(کنسرسیوم جهانی وب) مطرح شده‌است.

## ایکس‌ام‌ال

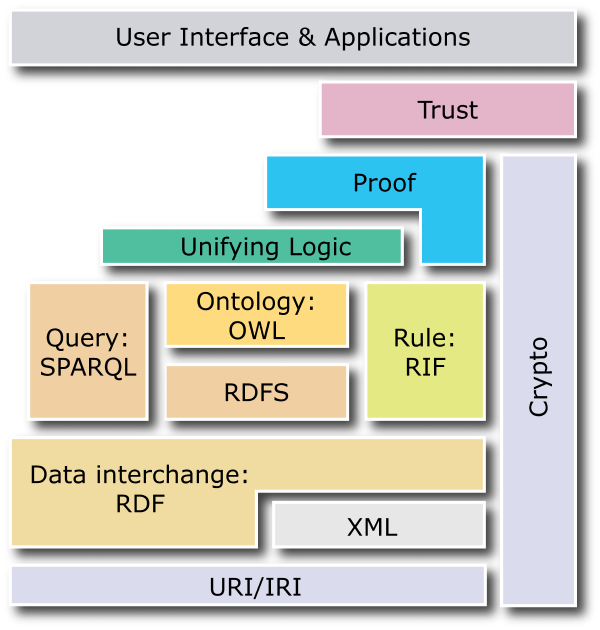
پشته وب معنایی

ایکس‌ام‌ال یک استاندارد صنعتی قدرتمند و انعطاف‌پذیر برای انتقال اطلاعات ساخت یافته‌است. به این معنی که مثلا در شرح یک کتاب می‌توان عنوان را به عنوان یک بخش اطلاعاتی عنوان کرد، روشن است این نام در خارج از متن کتاب فاقد معنا و مفهوم است. این نام می‌تواند عنوان کتاب، شخصیت اول، بخشی از بیوگرافی یا نام نویسنده باشد، که فقط با بررسی ساختار نوشتار کتاب می‌توان معنی دقیق آن را تعیین کرد. این زبان توسط کنسرسیوم شبکه جهانی به عنوان ابزاری برای به اشتراک گذاردن اطلاعات از طریق اینترنت ارائه شده‌است. ایکس ام ال به طراحان و تولیدکنندگان وب امکان می‌دهد تا برچسب‌هایی ایجاد نمایند که انعطاف‌پذیری آن‌ها در سازماندهی و نمایش اطلاعات بیشتر از سیستم‌هایی است که با اچ تی ام ال تهیه می‌شوند. این زبان همانند اچ تی ام ال یک زبان نشانه گذاری عمومی استاندارد است که به صورت ویژه برای ایجاد صفحات وب طراحی شده، با این تفاوت که اکس ام ال بر خلاف اچ تی ام ال که تنها به قالب بندی سند یعنی تعیین ساختار و ظاهر آن می‌پردازد، امکان توصیف محتوای صفحات وب را با استفاده از ابرداده‌ها فراهم می‌کند و نیز به کاربر اجازه می‌دهد تا بنابر نیاز، علائم نشانه گذاری جدیدی تعریف کند. تکامل زبان‌های نشانه گذاری و ترویج استفاده از اکس ام ال در خلق صفحات وب به تدریج زمینه ارتقای کیفی خدمات وب معنایی را فراهم می‌کند. 
در حقیقت تیم برنرزلی با تکیه بر اکس.ام.ال و برخی فناوری‌های دیگر که تحت هدایت کنسرسیوم وب در حال توسعه هستند، ایده وب معنایی را به عنوان نسل آینده وب مطرح کرده‌است. عناصر اکس.ام.ال گسترش پذیر و مرتبط هستند که قواعد نام‌گذاری ساده‌ای دارند. همچنین اسناد اکس.ام.ال برای انتقال اطلاعات بیشتر می‌توانند گسترش داده شوند. عناصر اکس.ام.ال به صورت والدین و فرزند با هم مرتبط هستند. برای درک اکس.ام.ال باید بدانیم چگونه ارتباط ما بین عناصر اکس.ام.ال نام‌گذاری و چگونه مندرجات عناصر توصیف می‌شوند. همچنین عناصر می‌بایست برچسب پایانی داشته باشند و به‌طور مناسبی جاگذاری شوند.

## آردی‌اف
RDF زبانی است بر اساس XML، که جهت تشریح مفاهیم و ایجاد اسناد در وب معنایی به وجود آمده‌است. اسناد RDF در واقع حاوی توضیحاتی در مورد اطلاعات در وب معنایی هستند به نحوی که آن‌ها را قابل درک برای ماشین‌ها می‌کند. اما آنچه که آن را با XML متفاوت می‌کند آن است که بجای برچسب گذاری بخش داخلی یک سند اطلاعات خارجی دربارهٔ آن سند نیز می‌تواند برچسب گذاری شود. مثلا در مورد کتاب: نویسنده، تاریخ نشر، دسته‌بندی موضوعی و...قابل انجام است. و همچنین یکی از موارد استفاده از RDF توضیح منابع غیر شفاهی( Opaque )مانند عکس و صداست.

### عبارات آردی‌اف
هر عبارت RDF به صورت سه قسمت فاعل، گزاره و مفعول یا بسته به فعل مورد استفاده، گذرا به مسند بیان می‌شود. گزاره و فاعل خود از نوع منبع هستند و مفعول یا مسند نیز می‌تواند از نوع منبع یا رشته‌ای ثابت باشد. گاهی به عبارات Rdf سه‌گانه (Triple) نیز گفته می‌شود.علت این است که هر عبارت rdf شامل سه قسمت است.

عبارات RDF

در شکل فوق فاعل و مفعول به صورت بیضی و مسند به صورت مستطیل نمایش داده شده‌است.و ارتباط‌ها به وسیله فلش نمایش داده می‌شوند. گزاره و فاعل خود از نوع منبع و مغعول نیز می‌تواند از نوع منبع یا رشته‌ای ثابت باشد.
برای مثال به جمله زیر توجه کنید:

- Buddy Belden owns a business
- The business has a web site
- Buddy is the father of Lynne

این جملات ممکن است در اسناد یا نامه‌های یک شرکت موجود باشد و در صورت بیان آن‌ها به صورتی استاندارد می‌توان از آن‌ها به عنوان دانش در شرکت استفاده کرد. این روش مدیریت دانش به صورت پایین به بالا است. جملات بالا را می‌توان به صورت سه تایی‌های زیر مطرح کرد: 
 /<#buddy><#owns><#business>
 
/<#business><#has-website>
/<#buddy><#father-of><#Lynne>

سه تایی‌های بالا به زبان N3 مطرح شده‌اند و علامت # نشان می‌دهد که شناساگر یکنواخت منبع مفهوم مربوطه، سند جاری است. ابزارهایی برای تبدیل N# به RDF نیز وجود دارد. برای مثال می‌توان ابزار ینا که توسط شرکت اچ‌پی ارائه شده‌است را نام برد. همچنین ابزارهایی جهت نمایش اسناد RDF به صورت گرافی وجود دارد. از این قبیل ابزارها می‌توان به IsaViz ارائه شده توسط w3c اشاره کرد.

## هستی‌شناسی
```
آنتولوژی
 ریشه در فلسفه دارد و مبدأ آن را 
ارسطو
 می‌دانند. در 
فلسفه
 
آنتولوژی
 شاخه‌ای از علم است که به بررسی موجودات و روابط میان آن‌ها می‌پردازد. مفهوم 
آنتولوژی
 در 
وب معنایی
 کمی متفاوت از فلسفه‌ است. یک آنتولوژی لغات و مفاهیم(معانی)که در تعریف و نمایش یک محدوده‌ای از دانش به کار می‌روند را تعیین می‌کند و بنابراین معانی را استاندارد می‌کند. 
آنتولوژی یا هستی شناسی
 توسط مردم، 
پایگاهای داده
 و برنامه‌های کاربردی که نیاز به اشتراک گذاری اطلاعات یک دامنه خاص را دارند استفاده می‌شود. آنتولوژِی از دو واژه onto به معنای هستی و logia به معنای مطالعه به وجود آمده‌است و در کل معنی 
هستی شناسی
 دارد. آنتولوژِی در 
وب معنایی
 واژه‌ها و ارتباط بین آن‌ها در دامنه‌ای که استفاده می‌شوند را نشان می‌دهند. عناصر اصلی تشکیل دهنده آنتولوژِی عبارتند از: #مفاهیم
```

1. ارتباط بین آنها
2. خصوصیات آنها

به عبارت دیگر آنتولوژی ارتباط بین مفاهیم در اسناد وب و دنیای واقعی را مشخص می‌کند که با این کار اسناد مربوطه توسط ماشین‌ها قابل پردازش و فهم می‌شود و به اشتراک گذاری بین عامل‌ها را تسهیل می‌کند. در واقع می‌توان گفت: 

- Vocabulary+structure=taxonomy
- Taxonomy+relationship,constraints&rules=ontology
- Ontology+instance=knowledge

در زمینه وب آنتولوژی‌ها یک مفهوم مشترکی از یک دامنه را تأمین می‌کنند. چنین فهم مشترکی برای حل مشکل چند معنایی لازم است زیرا دوبرنامه کاربردی ممکن است از دو لغت متفاوت برای یک معنی واحد استفاده کنند یا بالعکس از یک لغت واحد برای دو مفهوم متفاوت استفاده کنند. در واقع آنتولوژی‌ها هم‌کنش‌پذیری معنایی را فراهم می‌کنند.

### زبان OWL
```
پروژه‌های 
وب معنایی
 زیادی در 
اتحادیه اروپا
 انجام شد که در آن‌ها از تکنیک‌های مختلفی جهت بیان آتنولوژی استفاده می‌شد. بر اساس همین پروژه‌ها، زبانی استاندارد به نام OIL به وجود آمد که از آن جهت بیان آنتولوژی در اتحادیه اروپا استفاده می‌شد. کمی زودتر از اتحادیه اروپا، در آمریکا با پشتیبانی DARPA زبان آنتولوژی DAML جهت استفاده در 
وب معنایی
 به وجود آمد. در نهایت نقاط قوت و ضعف این دو زبان توسط 
W3C
 بررسی شد و بر اساس DAML و OIL زبان استانداردی به نام 
OWL
 به وجود آمد که بر اساس مدل شی گرا عمل می‌کند.
```

اهداف ایجاد این زبان شامل: اشتراک آنتولوژی، تکامل آنتولوژی، تعامل و ارتباط با آنتولوژی‌ها، تشخیص ناسازگاری، قدرت بیان و انعطاف‌پذیری، سهولت در استفاده، سازگاری با دیگر زبان‌ها و استفاده بین‌المللی است.
همان طور که گفته شد، برای ایجاد آنتولوژی زبان‌های مختلفی وجود دارد اما OWL قابلیت‌های بیشتری دارد. برای مثال نسبت به زبان RDFS امکان استنتاج و استدلال قوی تری را به ما می‌دهد. این زبان خود دارای سه نسخه مختلف OWL Litte,OWL DL,OWL Full است که به ترتیب دارای سادگی بیشتر اما قدرت بیان کمتر هستند.
البته در انتخاب و طراحی زبان آنتولوژی باید این اصل را در نظر گرفت که هر چه ابزارهای نمایش دانش پیچیده شوند و قدرت بیان بیشتری پیدا کنند توانایی آن‌ها در پاسخگویی به سوالات به شکل قابل اعتماد کاهش می‌یابد. هرسیستمی که به میزان کافی پیچیده‌است تا مفید باشد، در ضمن شامل سوالات غیرقابل پاسخ نیز است. مانند نمونه‌های پیچیده‌ای از تناقض‌های پایه مانند عبارت «این جمله غلط است.».
در نتیجه ما نیاز به یک مصالحه میان قدرت بیان و توانایی استدلال داریم. انتخاب یکی از این زبان‌ها به عنوان زبان آنتولوژی بسته به قدرت بیان و قدرت استدلال مورد نیاز ما در دامنه مورد نظر دارد.

## منطق
یک قانون امکان یکسری از نتایج را از فرضیات قبلی فراهم می‌کند. شکل کلی آن به صورت زیر است:

 If p is True Then q I True 

```
در کل یک قانون یک عملی را از یکسری از شرایط برقرار تعیین می‌کند. منطق نیز رشته‌ای است که 
اصول استدلال
 را مطالعه می‌کند. با استفاده از منطق می‌توان دانش غیر صریح در 
آنتولوژی‌ها
 را به 
دانش صریح
 تبدیل کرد. البته می‌بایست توجه شود که منطق هیچ پیش فرضی را در ارتباط با صحت گذاره‌ها نمی‌سازد. بدین معنا که اگر ورودی‌های غلطی را وارد منطق کنیم خروجی ما نیز غلط خواهد بود.
```

## برهان
در بحث برهان سیستم‌های proof می‌بایست عمیق و کامل باشند. عمیق بودن بدین معناست که تمامی عبارات استخراج شده از فرضیات منطقی دنبال شده باشند و کامل بودن یعنی تمامی نتایج منطقی از فرضیات را بتوان در سیستم‌های proof استخراج کرد. منطق گذاره‌ای از لحاظ عمیق و کامل بودن سیستم proof یگانه‌است. منطق‌هایی با قدرت بیان بیشتر چنین سیستم proof ای ندارند. زبان‌های "rdf" و «owl lite» و «owl dl» را می‌توان مختص منطق گذاره‌ای دانست. زیرا آن‌ها یک زیر مجموعه‌ای از منطق گذاره‌ای را شامل می‌شوند که هم قدرت بیان و هم قدرت استدلال مناسبی دارند، در واقع owl lite و owl dl تقریباً متناسب با منطق توصیفی که یک زیر مجموعه‌ای از منطق گذاره‌ای است می‌باشند و سیستم‌های proof کارآمدی دارند.

## اعتماد
لایه آخر اعتماد است که با استفاده از امضای الکترونیکی پدیدار می‌شود. وب تنها زمانی به پتانسیل کامل خود خواهد رسید که کاربران به ایمنی عملیات و کیفیت اطلاعات آن اعتماد داشته باشند. و در واقع با وجود اجازه برای هر شخص که عبارات منطقی را دربارهٔ منابع بیان می‌کند، برنامه‌ها می‌خواهند که تنها استنتاج را براساس عباراتی که به آن اطمینان دارند انجام دهد در نتیجه بررسی کردن منبع عبارت جز کلیدی از وب معنایی است. در اینجا سوالاتی مانند سوالات زیر مطرح است.
- نویسنده چه کسی است؟
- آیا نویسنده واقعا آن کسی که ادعا می‌کند هست؟
- در مورد موتور استنتاج چه؟ آیا می‌توان به آن اعتماد کرد؟